# Tanganyika
Tanganyika, sau đó chính thức là Cộng hòa Tanganyika, từng là một quốc gia có chủ quyền tại Đông Phi từ năm 1961 đến 1964. Quốc gia này nằm giữa Ấn Độ Dương và các Hồ Lớn châu Phi như hồ Victoria, hồ Malawi và hồ Tanganyika. Quốc gia này giành được độc lập từ Anh Quốc và trở thành một thịnh vượng chung vào ngày 9 tháng 12 năm 1961, rồi trở thành một nước cộng hòa trong Vương quốc Khối thịnh vượng chung đúng một năm sau đó vào ngày 9 tháng 12 năm 1962. Ngày 26 tháng 4 năm 1964, Tanganyika cùng với quốc đảo Zanzibar hình thành nên Cộng hòa Liên hiệp Tanganyika và Zanzibar, nhà nước mới này đổi tên thành Cộng hòa Liên hiệp Tanzania trong vòng một năm.
Tanganyika ban đầu bao gồm phần thuộc Anh của thuộc địa Đông Phi thuộc Đức theo ủy thác của Hội Quốc Liên vào năm 1922, sau đó trở thành một Lãnh thổ ủy thác Liên Hợp Quốc sau Chiến tranh thế giới thứ hai. Các phần khác của Đông Phi thuộc Đức được ủy thác cho Bỉ, cuối cùng trở thành hai nước Rwanda và Burundi ngày nay.